# Владімері Гамкрелідзе
Владімері Гамкрелідзе (груз. ვლადიმერ გამყრელიძე; нар. 11 червня 2001, Амбролаурі, Амбролаурський муніципалітет, Рача-Лечхумі та Квемо-Сванеті) — грузинський борець вільного стилю, срібний призер чемпіонату світу, бронзовий призер чемпіонату Європи, багаторазовий призер чемпіонатів світу та Європи у молодших вікових групах, серед іншого — чемпіон світу серед молоді, учасник Олімпійських ігор.

## Спортивні результати на міжнародних змаганнях

### Виступи на Олімпіадах
| Змагання                    | Збірна | Вагова категорія          | Місце |
| --------------------------- | ------ | ------------------------- | ----- |
| Літні Олімпійські ігри 2024 | Грузія | вільна боротьба, до 86 кг | 13    |

### Виступи на Чемпіонатах світу
| Змагання                        | Збірна | Вагова категорія          | Місце  |
| ------------------------------- | ------ | ------------------------- | ------ |
| Чемпіонат світу з боротьби 2022 | Грузія | вільна боротьба, до 79 кг | 15     |
| Чемпіонат світу з боротьби 2023 | Грузія | вільна боротьба, до 79 кг | Срібло |

### Виступи на Чемпіонатах Європи
| Змагання                         | Збірна | Вагова категорія          | Місце  |
| -------------------------------- | ------ | ------------------------- | ------ |
| Чемпіонат Європи з боротьби 2022 | Грузія | вільна боротьба, до 79 кг | Бронза |
| Чемпіонат Європи з боротьби 2023 | Грузія | вільна боротьба, до 79 кг | 8      |
| Чемпіонат Європи з боротьби 2024 | Грузія | вільна боротьба, до 86 кг | 25     |

### Виступи на Кубках світу
| Змагання                    | Збірна | Вагова категорія | Місце |
| --------------------------- | ------ | ---------------- | ----- |
| Кубок світу з боротьби 2022 | Грузія | команда          | 4     |

### Виступи на інших змаганнях
| Змагання                                                      | Збірна | Вагова категорія          | Місце  |
| ------------------------------------------------------------- | ------ | ------------------------- | ------ |
| Турнір Г. Картозія і В. Балавадзе 2019                        | Грузія | вільна боротьба, до 70 кг | 9      |
| Клубний чемпіонат світу з боротьби 2019                       | Грузія | команда                   | 6      |
| Турнір Дана Колова — Николи Петрова 2021                      | Грузія | вільна боротьба, до 74 кг | Бронза |
| Меморіал Маттео Пелліконе 2022                                | Грузія | вільна боротьба, до 79 кг | Бронза |
| Відкритий чемпіонат Загреба з боротьби 2023                   | Грузія | вільна боротьба, до 79 кг | Бронза |
| Турнір К. У. Кожомкула і Р. Санатбаєва 2023                   | Грузія | вільна боротьба, до 79 кг | Золото |
| Меморіал Імре Поляка та Яноша Варги 2023                      | Грузія | вільна боротьба, до 79 кг | Срібло |
| Відкритий чемпіонат Загреба з боротьби 2024                   | Грузія | вільна боротьба, до 86 кг | 8      |
| Олімпійський кваліфікаційний турнір з боротьби 2024 (Баку)    | Грузія | вільна боротьба, до 86 кг | 4      |
| Олімпійський кваліфікаційний турнір з боротьби 2024 (Стамбул) | Грузія | вільна боротьба, до 86 кг | Бронза |

### Виступи на змаганнях молодших вікових груп
| Змагання                                       | Збірна | Вагова категорія          | Місце  |
| ---------------------------------------------- | ------ | ------------------------- | ------ |
| Чемпіонат світу з боротьби серед кадетів 2016  | Грузія | вільна боротьба, до 46 кг | 10     |
| Чемпіонат Європи з боротьби серед кадетів 2017 | Грузія | вільна боротьба, до 54 кг | Срібло |
| Чемпіонат світу з боротьби серед кадетів 2017  | Грузія | вільна боротьба, до 54 кг | 7      |
| Чемпіонат Європи з боротьби серед кадетів 2018 | Грузія | вільна боротьба, до 60 кг | Бронза |
| Чемпіонат світу з боротьби серед кадетів 2018  | Грузія | вільна боротьба, до 65 кг | 5      |
| Чемпіонат Європи з боротьби серед юніорів 2021 | Грузія | вільна боротьба, до 74 кг | 5      |
| Чемпіонат світу з боротьби серед юніорів 2021  | Грузія | вільна боротьба, до 74 кг | 9      |
| Чемпіонат Європи з боротьби серед молоді 2021  | Грузія | вільна боротьба, до 74 кг | Бронза |
| Чемпіонат світу з боротьби серед молоді 2022   | Грузія | вільна боротьба, до 79 кг | Золото |
| Чемпіонат Європи з боротьби серед молоді 2023  | Грузія | вільна боротьба, до 79 кг | Срібло |
| Чемпіонат світу з боротьби серед молоді 2023   | Грузія | вільна боротьба, до 79 кг | Бронза |